# العودة إلى ديسمبر
كتبت المطربة الأمريكية تايلور سويفت أغنية العودة إلى ديسمبر وأدتها على طريقة كونتري بوب. هذة الأغنية اصر على إنتاجها ناثان وسويفت وقامت بإصدارها شركة بيغ ماشين ريكوردز يوم 15 نوفمبر عام 2010 كثاني أغنية مفردة لها من ألبومها الثالث المسمى بسبيك ناو. وقد وضحت سويفت أن أغنيتها العودة إلى ديسمبر هي أول أغنية تعتذر فيها من شخص. فإذا إدعى النقاد عقب إصدارالأغنية أن الأغنية قد كتبت من أجل صديقها القديم تايلور لوتنر فلم تتحدث سويفت ولا لوتنر بخصوص هذا الافتراض ولم تظهر أي معلومة حول صحتها.
تعتبر هذة الأغنية هي نوع من أغاني البوب الراقصة. أما كلمات الأغنية أخذت موضوع انفصال حبيبين.
أخذت الأغنية انتقادات إيجابية من قبل العديد من النقاد، بالإضافة إلى ذلك أن بسبب كلمات الأغنية أصبحت واحدة من أكثر الأغاني اللافتة للانتباه في ألبومها سبيك ناو. أُعجب العديد من النقاد بكلمات الأغنية المفهومة ولحنها الثابت المتكرر كما مدحوا صوت تايلور سويفت المتطور. احرزت الأغنية نجاح تجاري جيد في الدول المتحدة كما أنها احتلت الترتيب السادس بقائمة البيلبورد هوت 100 أما بقائمة الموسيقى بكندا احتلت الترتيب السابع.
أما النجاح العالمي لأغنية العودة إلى ديسمبر التي ظلت في المستوى المتوسط قد احتلت الترتيب السادس والعشرين على الأعلى في أستراليا والترتيب الرابع والعشرين في نيوزيلندا. أخرج يوان ليمونا الفيديو كليب للأغنية. نشأت قصة الفيديو كليب على الحزن والأكتئاب الذي شعر به زوجين بسبب انفصالهما. وبجانب أن الكليب أخذ تعليقات إيجابية فإن البنية القصصية التي في الكليب تعرضت للعديد من الانتقادات في الجانب الذي لم يعكس الحزن والاكتئاب التي في كلمات الإغنية. فالهدف من إشهار الأغنية أن سويفت عرضت أداء هذة الأغنية في جوائز الموسيقى الأمريكية الثامنة والثلاثين وايضاً في جوائز موسيقى كونتري الأربعة وأربعين.

## الخلفية والإصدار
سويفت لأغنيتها العودة إلى ديسمبر "هذه أغنيتي الأولى التي أعتذر فيها من ولد. من قبل أنا لم أشعر بالحاجة للاعتذار في أغنياتي. ولكنني اكتسبت الخبرات في أخر عامين. أحياناً في هذه الخبرات أأسف وأحياناخرى أحزن. كنت أجد تصرفات خاطئة والآن أنا أعتذر. . وجدت في تصريح بهذا الشكل. ومن بعد صدور الأغنية أوجد العديد من النقاد مضاربات متنوعة حول كلمات الأغنية. ولكن العديد من الأراء المشتركة كانت في أتجاة أن سويفت كتبت الأغنية من أجل لوتنر صديقها القديم الذي أخذ دور في سلسلة توايلايت. ولكن لم يأتِ رد بالإيجاب أو بالسلب حول هذه الإشاعة لا من سويفت ولا من لوتنر. صدرت أغنية العودة إلى ديسمبر لأول مرة بهدف إشهار ألبوم سبيك ناو في 12 من أكتوبر وبدأت بالبيع في اى تونز. عقب صدور الألبوم بعد شهر تقريباً صدرت الأغنية كثاني أغنية مفردة لها من ألبومها الثالث تحدث اللآن في تاريخ 15 من نوفمبر 2010.

## اللحن
طول الأغنية أربعة دقائق وخمسة وخمسون ثانية. وضح بيل لامب أحد كُتاب About.com أن على الرغم من أغنية تايلور العودة إلى ديسمبر هي الأكثر إشباعاً في المفهوم الموسيقي إلا أن بها كلمات عاطفية أكثر من أغانيها الأخرى. وعلق ستيفن م دينسور على الأغنية بأن بجانب إيقاع الجيتار الثقيل والموسيقى المزودة بالأصوات الأوركسترالية فهى رسالة اعتذار. تتكون الأغنية بإيقاع موسيقي راقص به سبعة وسبعين ضربة في الدقيقة. استخدمت سويفت صوت اوكتاف فهو في السلم الموسيقي re. إيقاع الأغنية كان في هذا الشكل D-Bm7-G-D. أغنية العودة إلى ديسمبر هي واحدة من الأغنيتين التي استخدمت تايلور بها اللحن الأوريكسترال. أما الأغنية الأخرى فهي هاونتد أي المسكون.
الأغنية تُأدى بشخص واحد. ووفقاً لكاتب الأغنية أنها رائعة وغير معقولة. يشتكي الكاتب في الأغنية لأنه كسر شخصاً ولم يستطع أن يعطيه القيمة التي يستحقها. علقت ماندي بيرلي من انترتينمنت ويكلي على الأغنية بأنها لشخص يتقبل الخطأو كئيب. قالت ماندي أن تلك العبارات التي بالأغنية (لقد اعطيتني الورد وتركتهم هناك لكي يموتوا) و (أنا أعود إلى ديسمبر أعود لكي أغير أفكاري كل لحظة أعود إلى ديسمبر) تدل على أن المذكور بها بجانب الأعتذار كان نادماً. قالت لياجرينبلات من انترتينمنت ويكلي ان تلك العبارة التي في الأغنية (أنا أعرف سبب أخذك للحديقة التي أمامي. لأن نظرتك الأخيرة لي مازلت محفورة بعقلك.أعطيتني الورد وتركتهم هناك لكي يموتوا.) هي من بين أفضل عشرة كلمات بألبوم سويفت سبيك ناو.

## الانتقادات
انتقدت الأغنية في الجانب الإيجابي من العديد من نقاد الموسيقى. كان تعليق روب شيفيلد من مجلة رولينغ ستون على الأغنية "أنا مضطر لسماع صوت سويفت الفتاة الخجولة المعروف في الحياة اليومية. تحجب صوتها الطبيعي فهى تحرز تقدماً وفي طريقها لتصبح مغنية جيدة. إن أكثر الأشياء التي لُمحت بها في تعليق جونثان من مجلة سلانت أنها متعلقة بالمجموعة المنتجة للأغنية ومهارة سويفت بالكتابة. هذا جزء من نقد جونثان:"الأغنية تظهر لنا أكثر من مرة مهارات سويفت. فالأغنية صاحبة صوت جيد من ناحية ومن ناحية أخرى كئيب. وكل هذا ليس من السهل ابداً أن يجتمع في أغنية واحدة. في الحقيقة أن هذا العمل متميز ومؤثر."  اعطى بوبي كوك من رافستوك الأغنية أربعة نجوم من خمس وانتقد بالإيجاب الأداء الصوتي لسويفت.أعلنت مجلة The Oxonian Review الأغنية كأفضل لحن لتايلور. وبتأثرها بالأغنية كتبت أن شهر ديسمبر سيقابل الحزن والندم. وصرح ريان بروكنجتون من جريدة نيويورك بوست أنه اعجب بالأغنية وعلق قائلاً"لقد أذهلتني الأغنية فهى حقاً جيدة. تعتذر تايلور، وترجو العفو وتبذل قصارى جهدها لكي تنقذ علاقتها."صرحت رودي كلابير من كُتاب موقع سبوتنيك ميوزك أن الأغنية تعتبر أعتذار شخص نادم. مدح ستيفن م دينسور مهارة سويفت بكتابة الأغنية وعرفها بأنها "مغنية مؤثرة في النفس ". اعطى كبفن جون من جامعة كونتري للأغنية B وعلق بالإيجاب على الأغنية. وقال جون" هذة الأغنية هي واحدة من الأغاني القيمة المذكورة لهاوكلماتها جيدة ولكن من الممكن أن نتوقف قليلا على اللحن.ولكن هذا النقص بالأغنية أغلق صوت تايلور.

## النجاح التجاري
احتلت الأربعة عشر أغنية لألبوم سويفت سبيك ناو مكاناً في قائمة بيلبورد هوت 100. حتى الآن لم تصدر أغنية العودة إلى ديسمبر بالألبوم صدرت يوم 12 أكتوبر. في تلك الأسبوع أصبحت المبيعات الرقمية 242.000 ونجحت الأغنية بدخولها المرتبة السادسة بقائمة البيلبورد هوت 100. خرجت الأغنية من القائمة بعد عدة أسابيع ولكن عقب إصدارها كأغنية مفردة احتلت الترتيب الأربعة وسبعين في القائمة يوم 27 نوفمبر2010. أغنية العودة إلى ديسمبر التي نجحت بدخول إلى قوائم Hot Digital songs و Hot Country Songs و Pop Songs لمجلة بيلبورد احتلت المرتبة الأولى  والسابعة  والثانية عشر  في تلك القوائم على الترتيب واحتلت المرتبة السابعة عشر أيضاً في قائمة Adult Pop Songs لمجلة بيلبورد. اعتباراً من شهر فبراير 2011 بيعت أغنية العودة إلى ديسمبر الفردية الثانية عشر لسويفت أكثر من مليون في الأجواء الرقمية في الدول المتحدة.وهكذا انقسمت مبيعات كيري أندروود أقرب منافسة لسويفت بموسيقى الكونتري. أغنية العودة إلى ديسمبر التي لم تستطع أن تنجح جيداً في الوسط العالمي ولا في الدول المتحدة دخلت الترتيب السابع في قائمة الموسيقى بكندا يوم 30 أكتوبر 2010. وكانت الأغنية الأكثر نجاحاً في قائمة أستراليا وصلت للمرتبة السادسة والعشرين في 31 أكتوبر 2010. واحتلت الترتيب الرابع والعشرين في قائمة الموسيقى بنيوزيلندا يوم 18 أكتوبر 2010.

## الفيديو كليب

### التطور والصدور
يوان ليمونا هو مخرج أغنية العودة إلى ديسمبر والذي اصدر أيضاً فيديو كليب أغنية تينادج دريم لكيتي بيري. لكي يصدر ليمونا الكليب صرح بأنه مستوحى من فيلم E.T. قال المخرج في بيان صحفي اُعطى ل MTV New أنه أراد أن يكون الفيديو بسيط ولكن محمل بالمعاني المجازية. قال ليمونا: أنا أريد ادراك البرودة في الفيديو. ولإيجاد هذا الشعور سوف نستخدم العنصر المرئي أكثر الذي يصطحب في البداية بالثلج والحزن. ليمونا الذي قال أن سويفت تريد أن تركز على نظراتها وخاصة في الفيديو كليب صرح قائلاً«اريد أن أعكس طبيعتها على الكاميرا. اضطر للقيام بهذا الشئ. أنا وتايلور أشخاص من عالم آخر. لايوجد في ثقافتي أي شئ من عالمها. ولكن ادركت لأول مرة نظراتها الحزينة التي لم توجد في عالم الفتاة الأميرة التي ترتدي بدل متلألأة.» فكرة كتابة الخطاب بالفيديو كليب كانت فكرة تايلور سويفت. فكان هذا هو الشئ الوحيدخارج خطة المخرج بالفيديو. وقع الأختيار على الموديل جونتارس اسمنيس لكي يكون الشخص الذي سيلعب دور حبيب سويفت في الكليب. قال ليمونا أن اسمنيس هو مناسب بدرجة كاملة لدور حبيب سويفت في هذا الفيديو كليب. «أنا ارغب رؤية ولد وسيم ومنكسر وكل هذا يتوفر باسمنيس. فإذا لعبنا الدور برجل ضخم بلا مشاعر فإننا سوف نطعن بسكين القلب المخلص الذي بالكليب.» اكتمل تصوير الكليب يوم 12 ديسمبر وظهر لأول المرة في CMT يوم 13 يناير 2011 وظهر أيضاً على GAC. المشاهد التي لعبها اسمنيس كانت في بينغامتون وفي ديقة ماكارثر; أما مشاهد سويفت حدثت في ماليكانا القديمة التي خارج ناشفيل.

### ملخص الفيديو
بدأ الفيديو كليب بسير رجل شاب في صباح الشتاء المثلج بمفرده في ملعب كرة القدم الذي بالمدينة. وبعد ذلك انتقل إلى المشهد التي تظهر به سويفت. مشاهد سويفت كانت داخل المنزل. كانت سويفت ترتدي جاكيت صوف مهدل واسع وظهرت في أماكن مختلفة للبيت (المطبخ وغرفة النوم والحمام والصالة). بدأت سويفت بأداء الأغنية داخل المنزل. وفي وسط الفيديو أي بعد دقيقتين بدأ يهطل الثلج في داخل المنزل. ويظهر بالتناوب في الكليب مشهد كتابة الخطاب في غرفة سويفت ومشاهد صديقها التي في المدينة. وضعت سويفت الخطاب التي كتبته في جيب جاكيت صديقها. وانتهى الفيديو كليب بقراءة اسمنيس الخطاب في مدرج ملعب كرة القدم.

### انتقادات الفيديو
كُتبت انتقادات مختلفة للفيديو كليب. صرحت جيليان مابيس من مجلة بيلبورد أنهاوجدت الفيديو في حالة ناقصة لكي يعبر عن انفصالها. كتب بيل لامب من About.com أن الفيديو كليب روتيني ولكنه أعجب بالتوافق الموجود بكلمات الأغنية. بينما علقت مجلة The Improper على الكليب بأن"الكليب مثله مثل متابعة أفلام Hallmark فهو بلا شك عاطفي مثلهم. جاء وصف اموس بارشاد من مجلة نيويورك الكليب بالبشاعة. علق تامر انيتاي من MTV " أنا لم أعتقد أن هذه الفتاة تتعلق بشهر ديسمبر بالسنة. أنا ارى بالأغنية مشاعر مفردة وحيدة. مثل أغاني الليدي انتيبلوم التي تتجه للندم. دافع كيلا انديرسون من MTV على أن الكليب لم يستطع أن يعطي للراغبين فهم الأغنية وأن الأغنية بقت ناقصة لكي تفهم الأغنية. قالت ليا كولينس من Dose.ca أن الفيديو هوائي ويائس. كتبت ليا جرينبلات من كتاب مجلة انترتينمنت ويكلي أن الفيديو كليب من الممكن أن يعبر في شكل جيد عن الحالة النفسية النادمة والمكتئبة التي تسيطر على الأغنية. جويكلن فينا وجدت الكليب مضجر وأضافت أن هذه الملاحظات من أجل سويفت. وقد كُتب تعليق في مجلة The Oxonian Review على الفيديو كليب «نحن نرى في الفيديو أوراق الأشجار المتساقطة والبيوت الساكنة والمغطاة بالثلج. كان يوجد استمتاع بمشاهدة التصاوير الواسعة والمشاهد التي تتغير باستمرار.» 

## العرض المباشر
ادت سويفت لأول مرة أغنيتها العودة إلى ديسمبر يوم 18 أكتوبر 2010 في salle wagram في باريس. اعدت سويفت برنامج خاص مدعى بمباشر تايلور سويفت من نيويورك لكى تشهر ألبومها الثالث سبيك ناو. نشر البرنامج على المواقع مثل CMT.com و MTV.com و VH1.com وعلى مواقع MTV الأخرى.هذا البرنامج قد أدى الأغاني التي في ألبوم سبيك ناو. وظهرت على المواقع الألكترونية في اسيا وأوروبا واستراليا وا مريكا اللاتينية. قدمت تايلور سويفت مع أغنيتها عرض جيد جداً. كانت واحدة من هذه العروض هي حفلة جوائز موسيقى كونتري الأربعة والأربعين. العرض التي أدته سويفت يوم 10 نوفمبر 2010 في بريدجستون ارينا التي في ناشفيل أخذ من لوس انجليس تايمز B+. كتبت لوس انجليس تايمز أن عرض سويفت بسيط وهادئ. سويفت التي أعتلت المسرح في جوائز الموسيقى الأمريكية الثامنة والثلاثين التي اقيمت يوم 21 نوفمبر 2010 ادت في عرضها بجانب أغنية العودة إلى ديسمبر جزء من أغنية Apologize ل One Republic. في نهاية عرض سويف علقت لوس انجليس تايمز بأنه ليس له داعي أداء أغنية Apologize واعطت لعرض سويفت B-. ادت سويفت في البرنامج الذي اعد من أجل عيد الشكر في NBC أغاني متنوعة من ألبومها سبيك ناو وأغنيتها العودة إلى ديسمبر يوم 24 نوفمبر 2010. ادت سويفت هذه الأغنية ايضاً في The Ellen DeGneres Show التي شاركت به يوم 2 ديسمبر 2010.

## القائمة الجزئية
التحميل الرقمي للولايات المتحدة
1. «العودة إلى ديسمبر» 4:45

## فريق العمل
كاتب الكلمات: تايلور سويفت
المنتج: تايلور سويفت وناثان شابمان

## القوائم
| قائمة 2010 | اعلى مكانة |
| --- | ---------- |
| استراليا (ARIA) | 26         |
| كندا (Canadian Hot 100) | 7          |
| نيوزيلندا (RIANZ)^ "New Zealand-charts.com - Taylor Swift - Back to December".". Hung Medien. Erişim tarihi: 12 Aralık 2010. | 24         |
| الولايات المتحدة (Billboard Hot 100)                                                                                         | 6          |
| أغاني بوب الولايات المتحدة (Billboard)                                                                                       | 19         |
| التوب 40 ادلت للولايات المتحدة الأمريكية (Billboard)                                                                         | 17         |

### الشهادات
| الدولة           | الشهادة  |
| ---------------- | -------- |
| كندا             | الذهبية  |
| الولايات المتحدة | البلاتين |

## تاريخ النشر
| الدولة           | التاريخ        | الشكل          |
| ---------------- | -------------- | -------------- |
| كندا             | 12 أكتوبر 2010 | التنزيل الرقمي |
| الولايات المتحدة | 12 أكتوبر 2010 | التنزيل الرقمي |
| استراليا         | 13 أكتوبر 2010 | التنزيل الرقمي |
| نيوزيلندا        | 13 أكتوبر 2010 | التنزيل الرقمي |
| الولايات المتحدة | 15 نوفمبر 2010 | الراديو        |
| الولايات المتحدة | 30 نوفمبر 2010 | التيار         |